# (21331) Lodovicoferrari
(21331) Lodovicoferrari est un astéroïde de la ceinture principale.

## Description
(21331) Lodovicoferrari est un astéroïde de la ceinture principale. Il fut découvert le 17 janvier 1997 à Prescott (Arizona) par Paul G. Comba. Il présente une orbite caractérisée par un demi-grand axe de 2,57 UA, une excentricité de 0,23 et une inclinaison de 5,3° par rapport à l'écliptique.

## Compléments